# A (singel)
A – singel zespołu A wydany w roku 2000 promujący album ’A’ vs. Monkey Kong.

## Spis utworów[1]
1. "A"
2. "Old Folks" (Live)
3. "I Love Lake Tahoe" (Live)
4. "A" (Live)